# Pseudepipona rufina
Pseudepipona rufina är en stekelart som först beskrevs av Blanchard.  Pseudepipona rufina ingår i släktet Pseudepipona och familjen Eumenidae. Inga underarter finns listade i Catalogue of Life.